# Felicia Ragland
Felicia Rae Ragland (Tulare, 3 febbraio 1980) è un'ex cestista statunitense, professionista nella WNBA.

## Carriera
È stata selezionata dalle Minnesota Lynx al primo giro del Draft WNBA 2002 (6ª scelta assoluta).

## Palmarès
- Campionessa NWBL (2004)